# 念仏寺 (神戸市)

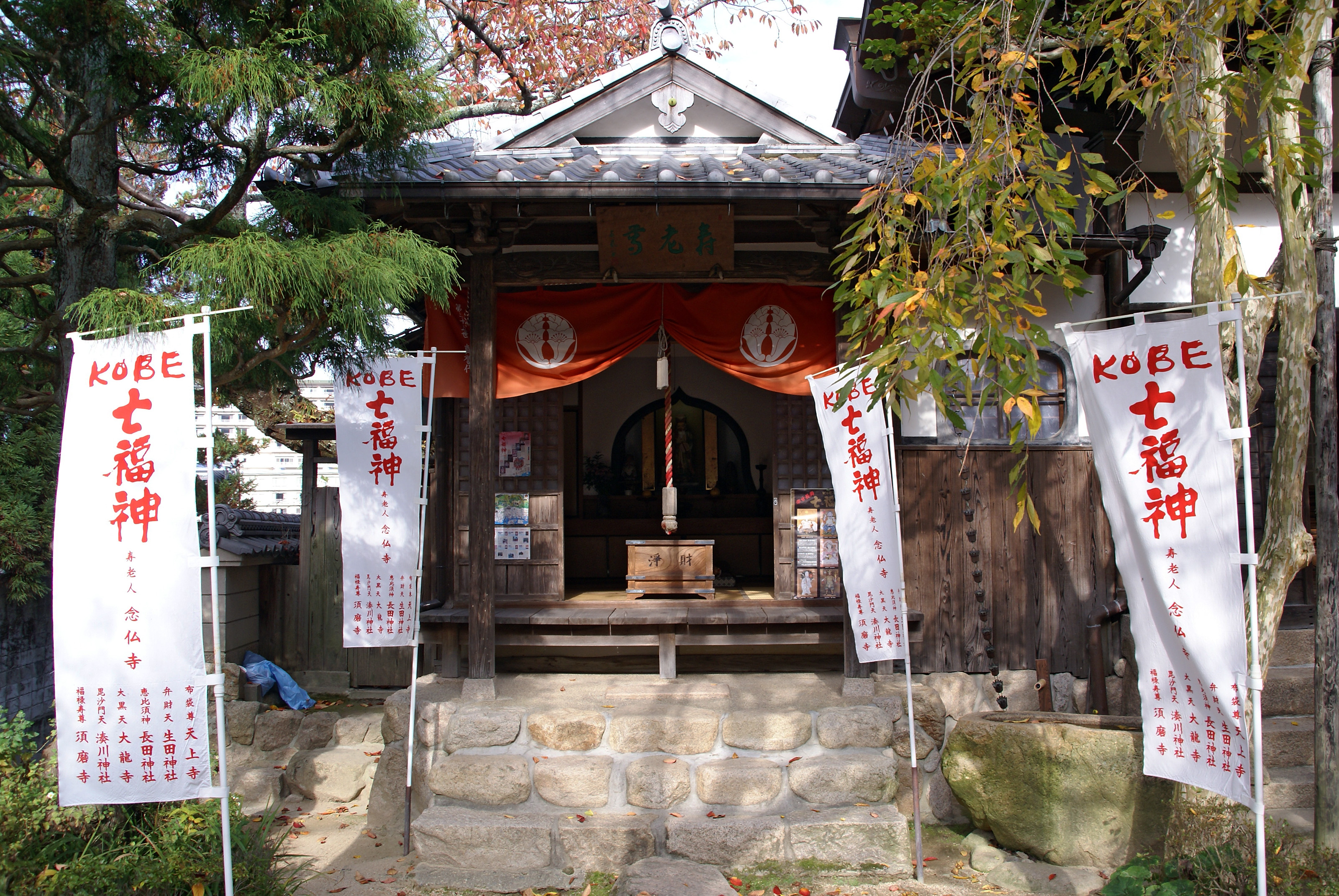
神戸七福神の寿老人を祀る

念仏寺（ねんぶつじ）は、兵庫県神戸市北区有馬町にある浄土宗の寺院。山号は摂取山。本尊は阿弥陀如来。

## 歴史
享徳5年（1532年）の創建で開山は岌誉。本尊の阿弥陀如来立像は快慶の作と伝わる。
安土桃山時代の慶長年間（1596年 - 1615年）に谷之町から豊臣秀吉の正室北政所（ねね）の別邸跡である現在地に移転した。古い石垣の上に建つ本堂は有馬温泉郷最古の建築物で、江戸時代中期の正徳2年（1712年）に建てられた。

## 境内
- 本堂 - 正徳2年（1712年）再建。
- 庫裏
- 庭園「沙羅樹園」 - 樹齢270年の沙羅双樹（神戸花50選）、蛤石、雀石などがある。
- 寿老人堂
- 少年法然上人像

## 見所
- 寿老人像 - 神戸七福神の一つ。
- 阿弥陀如来立像（本尊） - 伝快慶作、高さ2尺5寸。
- 法然上人画像「月輪御影」

## 行事
- 「沙羅の花と一弦琴の鑑賞会」 - 沙羅樹園にて。6月～7月の開花時期、有馬温泉観光協会主催

## 前後の札所
神戸十三仏霊場
8 能福寺　-　9 念仏寺　-　10 多聞寺
神戸七福神（寿老人）
有馬郡西国観音霊場
1 極楽寺　-　2 念仏寺　-　3 温泉寺

## 所在地・アクセス
〒651-1401 兵庫県神戸市北区有馬町1641
- 神戸電鉄有馬線 有馬温泉駅 徒歩10分
- 六甲有馬ロープウェー 有馬温泉駅 徒歩10分